# Fibrossarcoma
Fibrossarcoma é um tumor de tecidos moles raro de origem mesenquimatosa com predomínio de fibroblastos. Produzem colágenio fibroso formando uma massa dura local. Pode ser múltiplo

## Diagnóstico
Ao microscópio pode ser confundido com um tumor desmoide, histiocitoma fibroso maligno, schwannoma maligno e osteossarcoma de alto grau. Pode ser diagnosticado por Raio X, TC, PET ou RM.

## Prevalência
A incidência de sarcomas ósseos é de 1 em cada 100.000 habitantes por ano, dos quais apenas 5% deles são fibrossarcomas. Geralmente aparece em fêmur, tíbia, costelas ou mandíbula entre os 30 e 60 anos.

## Em gatos
Em gatos pode ser induzido pela vacina antirrábica ou anti-leucemia felina.